# Berend Sommer
Berend Sommer (Amsterdam, 25 september 1990) is een Nederlands historicus, romancier, vertaler en journalist.

## Biografie
Berend Sommer is de zoon van journalist en schrijver Martin Sommer en politica Louise van Zetten.
Zijn opleiding verkreeg hij aan de École de Saint-louis et l’Isle in Parijs (1997-2002) en de middelbare school in Haarlem (Eerste Christelijk Lyceum, 2002-2008). Daarna vatte hij een studie rechten aan aan Rijksuniversiteit Leiden (2008-2009), maar die kapte hij af. Hij stapte over naar de faculteit geschiedenis (2009-2014). In 2017-2018 was hij als redacteur verbonden aan Elseviers Weekblad; in 2018-2019 aan HP/De Tijd. Voorts was hij redacteur bij de televisieprogramma’s Beau (2019) en M (2020). 
Hij debuteerde in 2017 hij met de roman Duchamp: een detective. Een jaar later kwam zijn tweede roman uit: De Onweerstaanbare Val van Henri Furet, een politieke roman die geïnspireerd is door de politicus Thierry Baudet.
In 2019 publiceerde Sommer samen met zijn broer Bram de Nederlandse vertaling van l'Ancien Regime et la Revolution van de Franse liberale denker en visionair Alexis de Tocqueville. De gebroeders Sommer overhandigden hun vertaling van het werk in september 2019 aan premier en VVD-leider Mark Rutte.
Sommer schreef eerder onder meer voor Elsevier Weekblad, waar hij zich voornamelijk richtte op de Europese Unie. Hij had daarnaast een interesse in de politiek van Turkije en het Hongarije. van premier Viktor Orbán.
Sommer woont in Parijs en is daar sinds 2020 woordvoerder van de Nederlandse ambassade.
In 2022 verscheen zijn derde roman Gouden dagen, een zedenschets van zijn generatie, aldus Sommer in Het Parool (oktober 2022).
- Virtual International Authority File: 61149912492606211128